# Orah (gmina Nikšić)
Orah (cyr. Орах) – wieś w Czarnogórze, w gminie Nikšić. W 2011 roku liczyła 99 mieszkańców.